# Parijs-Roubaix 2006
De 104de editie van Parijs-Roubaix werd gehouden op 9 april 2006. De renners moesten een afstand van 259 km, waarvan 52,7 km kasseistroken, overbruggen in goede weersomstandigheden.

## Verloop
194 renners begonnen aan de Hel van het Noorden en de eerste vlucht van betekenis kwam na 62 km tot stand. Joost Posthuma, Stephan Schreck, Nicolas Portal en Dmitri Konysjev hadden 2 min 20 seconden voorsprong op het peloton toen de eerste kasseien zich aandienden bij Troisvilles. De maximale voorsprong van het drietal liep op tot vier minuten, maar na 163 km, bij Arenberg eindigde de vluchtpoging. Wel konden Posthuma, Schreck en Portal daar bij de nieuwe kopgroep aansluiten, maar Posthuma en Schreck vielen op volgende kasseistroken al snel terug.
De eerste serieuze afscheiding kwam er in het Bos van Wallers-Arenberg, waar Tom Boonen en later Fabian Cancellara de forcing voerden. Zo ontstond een kopgroep van 17 met alle favorieten behalve de Noor Thor Hushovd. Aangezien Boonen geen ploegmaat mee had zitten voerde Quickstep-Innergetic het tempo in het peloton aan. Ze kwamen echter niet genoeg op gang en de voorsprong van de koplopers groeide. Nadat Quickstep de hoop opgaf, deed Team Milram nog pogingen in dienst van Erik Zabel, maar de voorsprong was al te groot geworden.

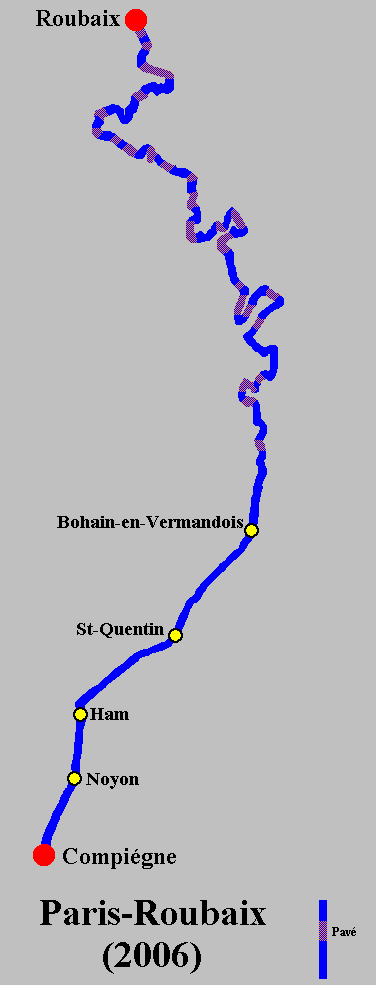
Het parcours van Parijs-Roubaix 2006

Juan Antonio Flecha probeerde op de 17e kasseistrook te demarreren, maar werd gecounterd. Kort daarna probeerde hij het opnieuw, maar ook dit keer kwam hij niet weg van zijn medevluchters. Veertig km voor de streep viel George Hincapie weg uit de kopgroep, toen hij viel doordat zijn stuur brak. Hij kon niets anders doen dan de strijd staken.
De natuurlijke selectie zette zich voort, en in de finale bleef nog een kopgroep van 8 over: Tom Boonen, Peter Van Petegem, Leif Hoste, Fabian Cancellara, Vladimir Goesev, Alessandro Ballan, Bernhard Eisel en Juan Antonio Flecha. Vlak voor het Carrefour de l'Arbre ontsnapte Goesev. Cancellara maakte de sprong naar Goesev en reed met de Rus van de anderen weg, ook omdat achter hen de jacht niet op gang kwam. Op de kasseistrook moest Goesev het wiel van Cancellara loslaten. Hoste besloot tot een tegenaanval toen de voorsprong tot 30 seconden was opgelopen. Van Petegem sloot aan en samen met Goesev, bij wie ze aansloten, werd de jacht op Cancellara geopend. Tijdens de jacht negeerden ze een gesloten spoorwegovergang, terwijl de drie achtervolgers daarachter (Boonen, Flecha en Ballan) niets anders konden doen dan stoppen aangezien de trein er al was.
De Zwitser Cancellara kwam alleen aan op de Vélodrome André Pétrieux van Roubaix en zegevierde in zijn eerste klassieker. Hoste won de sprint om de tweede plaats voor Van Petegem en Goesev. Het trio werd echter gediskwalificeerd vanwege het negeren van de gesloten spoorwegovergang. Tom Boonen, die als vijfde over de meet reed, werd zo nog tweede in de officiële uitslag.
De wielerformaties Davitamon-Lotto en Discovery Channel dienden op 10 april officieel protest in bij de Internationale Wielerunie UCI wegens het spoorwegincident. Het protest was niet gericht tegen de diskwalificatie van Hoste, Goesev en Van Petegem, maar tegen het niet diskwalificeren van Ballan, Flecha en Boonen, die na het voorbijgaan van de trein doorreden voordat de bomen weer omhoog waren en daarom ook een rood signaal hebben genegeerd.

## Uitslag
| Parijs-Roubaix 2006 |                     |                       |          |
| Plaats              | Naam                | Ploeg                 | Tijd     |
| Winnaar             | Fabian Cancellara   | Team CSC              | 6u07'54" |
| 2                   | Tom Boonen          | Quickstep-Innergetic  | + 1' 48" |
| 3                   | Alessandro Ballan   | Lampre                | z.t.     |
| 4                   | Juan Antonio Flecha | Rabobank              | z.t.     |
| 5                   | Bernhard Eisel      | La Française des Jeux | + 3' 25" |
| 6                   | Steffen Wesemann    | T-Mobile Team         | + 5' 35" |
| 7                   | Frédéric Guesdon    | La Française des Jeux | + 6' 31" |
| 8                   | Bert Roesems        | Davitamon-Lotto       | + 6' 44" |
| 9                   | Christophe Mengin   | La Française des Jeux | z.t.     |
| 10                  | Staf Scheirlinckx   | Cofidis               | + 6' 45" |
|                     |                     |                       |          |
| 13                  | Steven de Jongh     | Quick Step-Innergetic | + 6' 49" |

1896 · 
1897 · 
1898 · 
1899 · 
1900 · 
1901 · 
1902 · 
1903 · 
1904 · 
1905 · 
1906 · 
1907 · 
1908 · 
1909 · 
1910 · 
1911 · 
1912 · 
1913 · 
1914 · 
1915 · 
1916 · 
1917 · 
1918 · 
1919 · 
1920 · 
1921 · 
1922 · 
1923 · 
1924 · 
1925 · 
1926 · 
1927 · 
1928 · 
1929 · 
1930 · 
1931 · 
1932 · 
1933 · 
1934 · 
1935 · 
1936 · 
1937 · 
1938 · 
1939 · 
1940 · 
1941 · 
1942 · 
1943 · 
1944 · 
1945 · 
1946 · 
1947 · 
1948 · 
1949 · 
1950 · 
1951 · 
1952 · 
1953 · 
1954 · 
1955 · 
1956 · 
1957 · 
1958 · 
1959 · 
1960 · 
1961 · 
1962 · 
1963 · 
1964 · 
1965 · 
1966 · 
1967 · 
1968 · 
1969 · 
1970 · 
1971 · 
1972 · 
1973 · 
1974 · 
1975 · 
1976 · 
1977 · 
1978 · 
1979 · 
1980 · 
1981 · 
1982 · 
1983 · 
1984 · 
1985 · 
1986 · 
1987 · 
1988 · 
1989 · 
1990 · 
1991 · 
1992 · 
1993 · 
1994 · 
1995 · 
1996 · 
1997 · 
1998 · 
1999 · 
2000 · 
2001 · 
2002 · 
2003 · 
2004 · 
2005 · 
2006 · 
2007 · 
2008 · 
2009 · 
2010 · 
2011 ·
2012 · 
2013 ·
2014 ·
2015 ·
2016 ·
2017 ·
2018 ·
2019 ·
2020 · 
2021 · 
2022 · 
2023 · 
2024 · 
2025
 Parijs-Nice · 
 Tirreno-Adriatico · 
 Milaan-San Remo · 
 Ronde van Vlaanderen · 
 Gent-Wevelgem · 
 Ronde van het Baskenland · 
 Parijs-Roubaix · 
 Amstel Gold Race · 
 Waalse Pijl · 
 Luik-Bastenaken-Luik · 
 Ronde van Romandië · 
 Ronde van Catalonië · 
 Ronde van Italië · 
 Critérium du Dauphiné Libéré · 
 Ronde van Zwitserland · 
 Ploegentijdrit Eindhoven · 
 Ronde van Frankrijk · 
 Vattenfall Cyclassics · 
 Ronde van Duitsland · 
 Clásica San Sebastián · 
  ENECO Tour · 
 Ronde van Spanje · 
 GP Ouest-France-Plouay · 
 Ronde van Polen · 
 Kampioenschap van Zürich · 
 Parijs-Tours · 
 Ronde van Lombardije